# Lomtjärnen (Norra Ny socken, Värmland, 670641-135938)
Lomtjärnen är en sjö i Torsby kommun i Värmland och ingår i Göta älvs huvudavrinningsområde.